# Variación de parámetros
En matemáticas, la variación de parámetros, también conocida como variación de constantes, es un método general ideado por Joseph-Louis de Lagrange para resolver ecuaciones diferenciales lineales no homogéneas.
Normalmente es posible encontrar soluciones por factor integrante o por coeficientes indeterminados para ecuaciones diferenciales lineales no homogéneas de primer orden con considerablemente menos esfuerzo, sin embargo, estos métodos involucran adivinar y no funcionan con todas las ecuaciones diferenciales lineales no homogéneas.
La variación de parámetros también se aplica en ecuaciones diferenciales parciales. Específicamente, se hace en problemas con ecuaciones diferenciales no homogéneas como lo son la ecuación del calor, la ecuación de onda y la ecuación de la plataforma vibratoria. En este contexto, el método es más comúnmente conocido como el principio de Duhamel (si la ecuación diferencial es de orden 1), descrito por Jean-Marie Duhamel, que fue el primero en aplicar este método para resolver la ecuación diferencial no homogénea del calor. Es por ello que a veces, el método de variación de parámetros es llamado el principio de Duhamel y vice-versa.

## Historia
El método de variación de parámetros lo desarrolló por primera vez de forma explícita el matemático italo-francés Joseph-Louis Lagrange en el contexto de la mecánica celeste. Tras una primera versión de 1766, entre 1778 y 1783, Lagrange lo desarrolló en una serie de memorias publicadas: una sobre la variación del movimiento de los planetas y la otra sobre la determinación de la órbita de un cometa a partir de tres observaciones distintas.
Finalmente entre 1808 y 1810, Lagrange dio al método de variación de los parámetros su forma final en una tercera serie de artículos.
Aun así, Lagrange no fue el primero en darse cuenta de la utilidad de la esencia del método, pues había sido empleado anteriormente de forma muy concreta (haciendo uso de la idea del método sin sistematizarlo) por los matemáticos Johann Bernoulli y Leonhard Euler. Euler lo implementó (de nuevo, indirectamente, pues no era un método per se) en tres investigaciones concretas (1748, 1749 y 1753).

## Explicación del método
Consideramos la ecuación lineal de orden {\displaystyle n}
{\displaystyle y^{(n)}+a_{1}(t)\,y^{(n-1)}+\dots +a_{n-1}(t)\,y'+a_{n}(t)\,y=f(t)} .     {\displaystyle \ \ \ (1)}

Dadas {\displaystyle n} soluciones linealmente independientes {\displaystyle y_{1}(t),\dots ,y_{n}(t)} de la ecuación homogénea asociada (con {\displaystyle f=0}) queremos encontrar una solución particular de {\displaystyle (1)}. Definiendo
{\displaystyle {\vec {x}}:={\begin{pmatrix}y\\y'\\\vdots \\y^{(n-1)}\end{pmatrix}}\ ,\ A:={\begin{pmatrix}0&1&0&\dots &0\\0&0&1&\dots &0\\\vdots &\vdots &\vdots &\ddots &\vdots \\0&0&0&\dots &1\\-a_{n}(t)&-a_{n-1}(t)&\cdots &\cdots &-a_{1}(t)\end{pmatrix}}\ \ {\text{y}}\ \ {\vec {b}}:={\begin{pmatrix}0\\0\\\vdots \\0\\f(t)\end{pmatrix}},}

podemos escribir la ecuación {\displaystyle (1)} como el sistema lineal no homogéneo de orden 1 siguiente:
{\displaystyle {\vec {x}}'=A{\vec {x}}+{\vec {b}}} {\displaystyle \ \ \ (2)}.

En este caso, 
{\displaystyle {\vec {x}}_{1}:={\begin{pmatrix}y_{1}\\y_{1}'\\\vdots \\y_{1}^{(n-1)}\end{pmatrix}}\ ,\ {\vec {x}}_{2}:={\begin{pmatrix}y_{2}\\y_{2}'\\\vdots \\y_{2}^{(n-1)}\end{pmatrix}}\ ,\dots ,\ {\vec {x}}_{n}:={\begin{pmatrix}y_{n}\\y_{n}'\\\vdots \\y_{n}^{(n-1)}\end{pmatrix}}}
son {\displaystyle n} soluciones linealmente independientes al sistema homogéneo asociado (con {\displaystyle {\vec {b}}=0}), por lo que la solución general de dicho sistema es
{\displaystyle C_{1}{\vec {x}}_{1}+C_{2}{\vec {x}}_{2}+\dots +C_{n}{\vec {x}}_{n}} con {\displaystyle C_{1},\dots ,C_{n}\in \mathbb {R} } constates arbitrarias.

Ahora, para buscar una solución particular {\displaystyle {\vec {x}}_{p}} de {\displaystyle (2)} , sustituiremos las constantes {\displaystyle C_{1},\dots ,C_{n}} en la expresión anterior por funciones escalares {\displaystyle u_{1}(t),\dots ,u_{n}(t)} desconocidas que trataremos de hallar. Es decir, buscamos una solución particular de la forma 
{\displaystyle {\vec {x}}_{p}=u_{1}{\vec {x}}_{1}+\dots +u_{n}{\vec {x}}_{n}}.

Esto es precisamente lo que constituye la idea del método de variación de parámetros. 

Utilizando que {\displaystyle {\vec {x}}_{1},\dots ,{\vec {x}}_{n}} son soluciones de {\displaystyle {\vec {x}}'=A{\vec {x}}}, se obtiene que 
{\displaystyle {\vec {x}}'_{p}=(u_{1}'{\vec {x}}_{1}+\cdots +u_{n}'{\vec {x}}_{n})+A(u_{1}{\vec {x}}_{1}+\cdots +u_{n}{\vec {x}}_{n})=(u_{1}'{\vec {x}}_{1}+\cdots +u_{n}'{\vec {x}}_{n})+A{\vec {x}}_{p}} ,

por lo que si imponemos que {\displaystyle {\vec {x}}_{p}} sea solución de {\displaystyle (2)} , se tiene que cumplir que
{\displaystyle {\vec {b}}=u_{1}'{\vec {x}}_{1}+\dots +u'_{n}{\vec {x}}_{n}},

es decir, 
{\displaystyle \left\{{\begin{matrix}y_{1}\ u_{1}'\ +\dots +\ y_{n}\ u_{n}'\ =0,\\y'_{1}\ u_{1}'\ +\dots +\ y'_{n}\ u_{n}'\ =0,\\\vdots \\y_{1}^{(n-1)}\ u_{1}'\ +\dots +\ y_{n}^{(n-1)}\ u_{n}'\ =f(t).\\\end{matrix}}\right.\ \ \ \ (3)}

La solución de este sistema es {\displaystyle M^{-1}{\vec {b}}} donde
{\displaystyle M={\begin{pmatrix}y_{1}&\dots &y_{n}\\y'_{1}&\dots &y'_{n}\\\cdots &\cdots &\cdots \\y_{1}^{(n-1)}&\dots &y_{n}^{(n-1)}\\\end{pmatrix}}}.

Nótese que {\displaystyle M^{-1}} existe gracias a que su determinante es distinto de cero, pues {\displaystyle y_{1},\dots ,y_{n}} son soluciones linealmente independientes de {\displaystyle (1)}. De hecho, el determinante de la matriz {\displaystyle M} es precisamente el Wronskiano,
{\displaystyle W_{n}\,[y_{1},y_{2},\dots ,y_{n}]=\left|{\begin{matrix}y_{1}&y_{2}&\dots &y_{n}\\y'_{1}&y'_{2}&\dots &y'_{n}\\\cdots &\cdots &\cdots \\y_{1}^{(n-1)}&y_{2}^{(n-1)}&\dots &y_{n}^{(n-1)}\\\end{matrix}}\right|.}

Como todas las componentes del vector {\displaystyle {\vec {b}}} son cero salvo la última, solo hace falta conocer la última columna de {\displaystyle M^{-1}} , 
luego la solución {\displaystyle M^{-1}{\vec {b}}} al sistema {\displaystyle (3)} es
{\displaystyle {\begin{pmatrix}u_{1}'\\u_{2}'\\\vdots \\u'_{n}\end{pmatrix}}={\frac {f(t)}{W_{n}\,[y_{1},y_{2},\dots ,y_{n}]}}{\begin{pmatrix}(-1)^{n-1}\,W_{n-1}\ [y_{2},y_{3},\dots ,y_{n}]\,\\(-1)^{n-2}\,W_{n-1}\,[y_{1},y_{3},\dots ,y_{n}]\,\\\vdots \\W_{n-1}\,[y_{1},y_{2},\dots ,y_{n-1}]\,\\\end{pmatrix}}.}

Integrando {\displaystyle u'_{1},\dots ,u'_{n}} se obtiene explícitamente {\displaystyle u_{i}}  para {\displaystyle i=1\dots n} y la solución particular buscada de {\displaystyle (2)} es
{\displaystyle {\vec {x}}_{p}=\sum _{i=1}^{n}u_{i}(t)\,{\vec {x}}_{i}\,(t).}

Como {\displaystyle {\vec {x}}_{i}} para {\displaystyle i=1\dots n} tiene como primera componente {\displaystyle y_{i}}, entonces se obtiene que 
{\displaystyle y_{p}=\sum _{i=1}^{n}u_{i}(t)\,y_{i}(t)}

es una solución particular de {\displaystyle (1)}.